# Cissus farinosa
Cissus farinosa är en vinväxtart som beskrevs av Jules Émile Planchon. Cissus farinosa ingår i släktet Cissus och familjen vinväxter. Inga underarter finns listade i Catalogue of Life.